# Стівен Гейлс

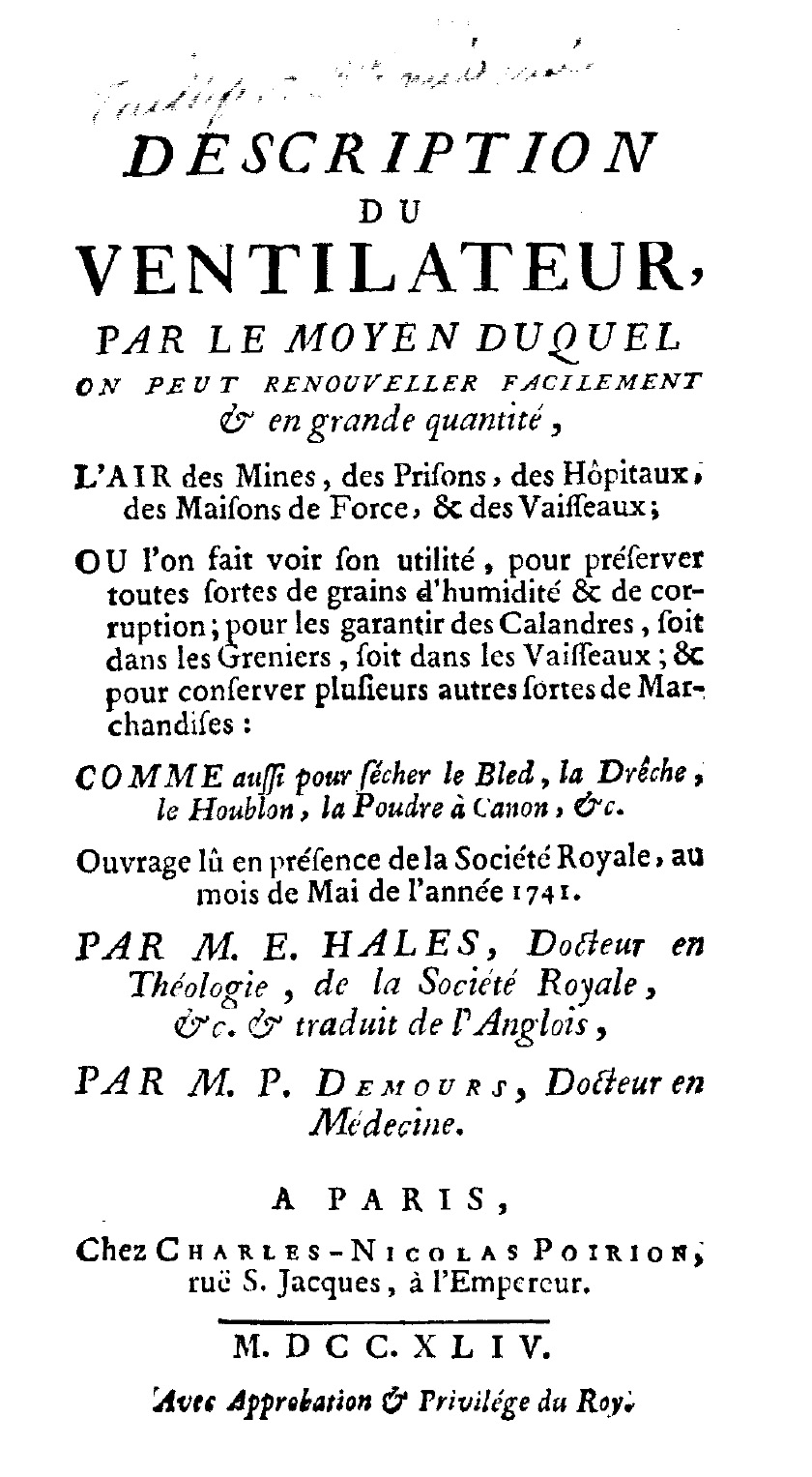
Description du ventilateur (Description of ventilators), 1744

Стівен Гейлс (англ. Stephen Hales, 17 вересня 1677, Бексборн, Кент — †4 січня 1761, Теддінгтон) — англійський фізіолог, хімік і винахідник, член Королівського товариства і Академії наук в Парижі (1753).

## Біографія
Народився Стівен Гейлс в Бексборні (графство Кент). 1696 року вступив до Кембриджського університету, де вивчав теологію та природничі дисципліни. 1703 року був посвячений у духовний сан, 1709 року став вікарієм в Теддінгтоні (графство Мідлсекс). 1718 року Гейлс був обраний членом Лондонського королівського товариства.

## Наукова діяльність
Стівен Гейлс досліджував випаровування води рослинами (транспірацію). Показав, що основну роль в цьому процесі відіграють листя; розрахував швидкість випаровування; використовуючи «гемостатичний метод», визначив тиск рослинного соку, що рухається від коріння по стеблу. Вимірював швидкість росту пагонів і листя рослин в різних умовах. Вивчаючи дихання рослин, показав, що вони поглинають з повітря вуглекислий газ. Гейлс першим виміряв кров'яний тиск у тварин. Для цього він вставляв у кровоносну судину скляну трубочку і визначав, на яку висоту піднімається по ній кров. Йому належать перші вимірювання серцевого викиду, швидкості руху крові і опору, який вона відчуває при своєму русі по судинах.
1718 року Гейлс представив увазі Лондонського королівського товариства свою першу статтю, присвячену впливу сонячного тепла на підйом рослинного соку в деревах. 1727 року вийшла його книга Статика рослин (Vegetable Staticks), а 1733 року — гемостатика (Haemastaticks), в якій були узагальнені його досліди на тваринах. Того ж року Гейлс був нагороджений медаллю Коплі, але не за дослідження з фізіології рослин і тварин, а за роботу, присвячену знаменитому в той час «чарівному» засобу місіс Стівенс для лікування сечокам'яної хвороби.
Гейлс сконструював кілька приладів для збору газів, що виділяються в ході хімічних реакцій, винайшов штучний вентилятор для подачі свіжого повітря в приміщення. Такі вентилятори були встановлені у в'язницях, в лікарні св. Георгія і на кораблях Королівського флоту. Гейлс писав памфлети про шкоду алкоголю, і значною мірою завдяки його старанням 1757 року в Англії були прийняті відповідні обмежувальні закони.